# Freyssenet
Freyssenet est une commune française située dans le département de l'Ardèche, en région Auvergne-Rhône-Alpes.

## Géographie

### Situation et description
Freyssenet est une petite commune à l'aspect essentiellement rural de la communauté d'agglomération Privas Centre Ardèche, située dans la partie méridionale du département de l'Ardèche entre les agglomérations d'Aubenas et de Privas dont elle fait partie.

### Lieux-dits, hameaux et écarts
La Prade, à 3 km en direction du col de l'Escrinet.

### Géologie et relief
Ce village est dans l'intérieur d'un cirque de prairies que des géologues[Qui ?] disent être le cratère d'un volcan[réf. nécessaire].

### Climat
Pour des articles plus généraux, voir Climat d'Auvergne-Rhône-Alpes et Climat de l'Ardèche.
En 2010, le climat de la commune est de type climat méditerranéen franc, selon une étude du CNRS s'appuyant sur une série de données couvrant la période 1971-2000. En 2020, Météo-France publie une typologie des climats de la France métropolitaine dans laquelle la commune est exposée à un climat de montagne ou de marges de montagne et est dans la région climatique Provence, Languedoc-Roussillon, caractérisée par une pluviométrie faible en été, un très bon ensoleillement (2 600 h/an), un été chaud (21,5 °C), un air très sec en été, sec en toutes saisons, des vents forts (fréquence de 40 à 50 % de vents > 5 m/s) et peu de brouillards.
Pour la période 1971-2000, la température annuelle moyenne est de 9,8 °C, avec une amplitude thermique annuelle de 17,1 °C. Le cumul annuel moyen de précipitations est de 1 121 mm, avec 7,5 jours de précipitations en janvier et 5,3 jours en juillet. Pour la période 1991-2020, la température moyenne annuelle observée sur la station météorologique de Météo-France la plus proche, « Berzème Rad », sur la commune de Berzème à 4 km à vol d'oiseau, est de 11,7 °C et le cumul annuel moyen de précipitations est de 1 167,3 mm,. Pour l'avenir, les paramètres climatiques de la commune estimés pour 2050 selon différents scénarios d'émission de gaz à effet de serre sont consultables sur un site dédié publié par Météo-France en novembre 2022.

### Hydrographie
L'Auzon prend sa source sur le territoire communal dans le plateau du Coiron. Cette rivière reçoit divers ruisseaux avant de se jeter dans l’Ardèche (rive gauche) à Vogüé.

### Voies de communication

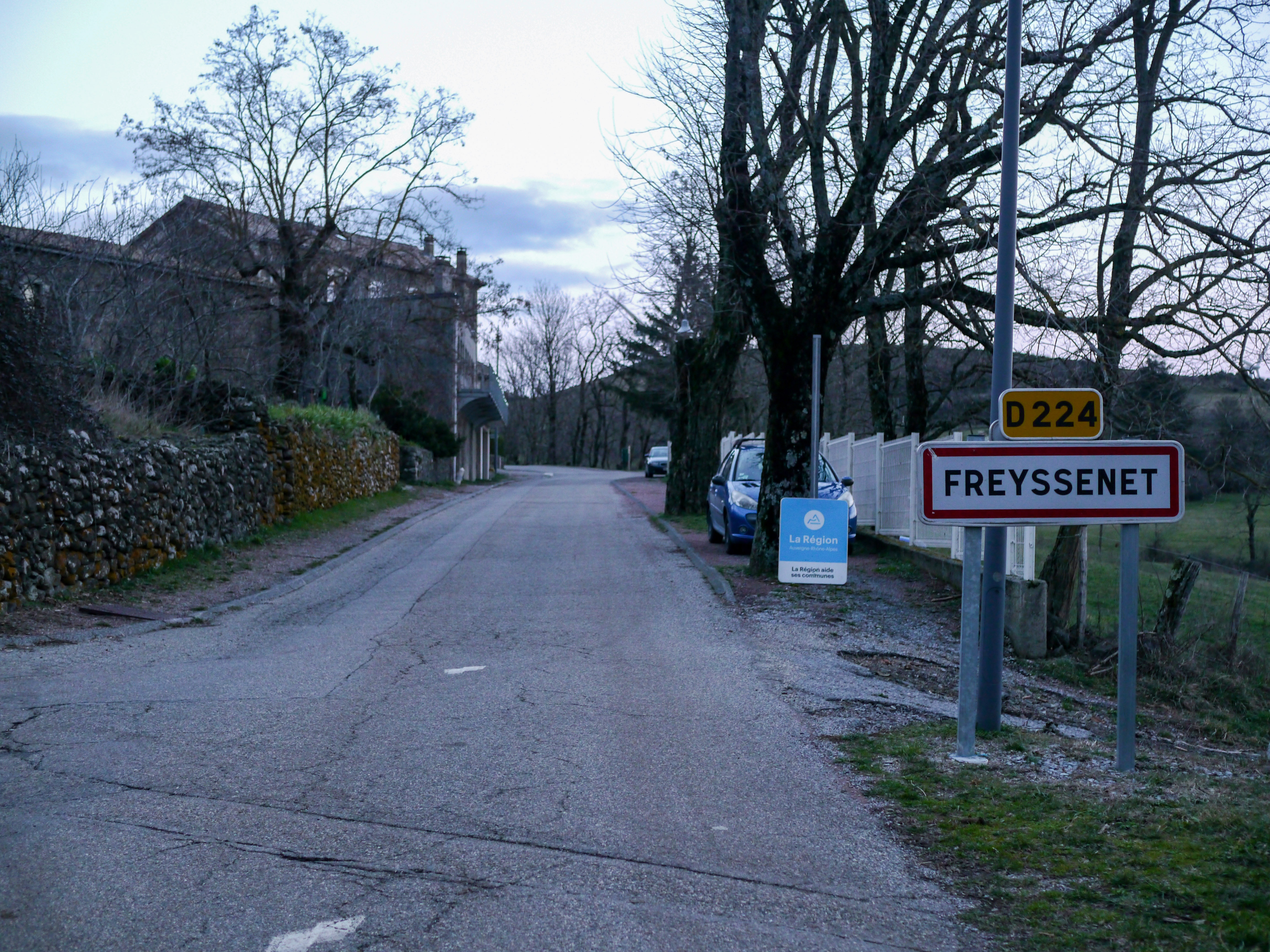
L'entrée du bourg par la D224.

Le territoire communal est traversé par la départementale 7 permettant de rejoindre Berzème au sud-est et Privas au nord. La départementale 224 traversant le bourg permet de rejoindre Lavilledieu via Darbres et Lussas. Ces deux départementales se croisent au col du Benas.

## Urbanisme

### Typologie
Au 1er janvier 2024, Freyssenet est catégorisée commune rurale à habitat très dispersé, selon la nouvelle grille communale de densité à 7 niveaux définie par l'Insee en 2022.
Elle est située hors unité urbaine. Par ailleurs la commune fait partie de l'aire d'attraction de Privas, dont elle est une commune de la couronne,. Cette aire, qui regroupe 24 communes, est catégorisée dans les aires de moins de 50 000 habitants,.

### Occupation des sols
L'occupation des sols de la commune, telle qu'elle ressort de la base de données européenne d’occupation biophysique des sols Corine Land Cover (CLC), est marquée par l'importance des forêts et milieux semi-naturels (61,4 % en 2018), en diminution par rapport à 1990 (63,7 %). La répartition détaillée en 2018 est la suivante : 
prairies (38,6 %), milieux à végétation arbustive et/ou herbacée (34,9 %), forêts (26,5 %).
L'évolution de l’occupation des sols de la commune et de ses infrastructures peut être observée sur les différentes représentations cartographiques du territoire : la carte de Cassini (XVIIIe siècle), la carte d'état-major (1820-1866) et les cartes ou photos aériennes de l'IGN pour la période actuelle (1950 à aujourd'hui).

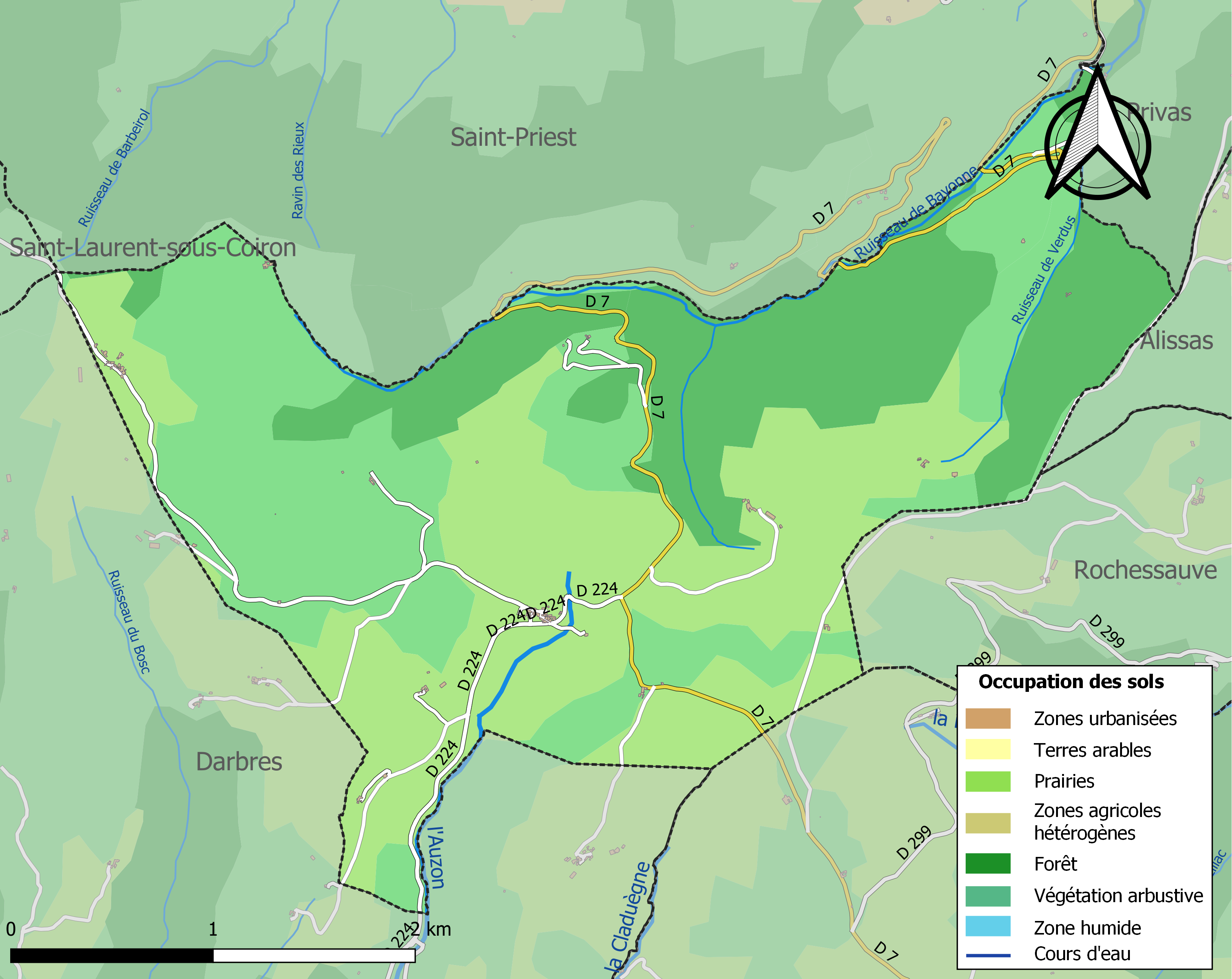
Carte des infrastructures et de l'occupation des sols de la commune en 2018 (CLC).

## Histoire
La révolution de 1848 est bien accueillie à Freyssenet. C'est aussi l'occasion d'expulser le prêtre desservant la commune depuis 19 ans et de demander son remplacement aux nouvelles autorités. L'ancien était jugé « indigne » par ses actes visant à « semer la discorde dans la population » et les habitants ont donc décider de s'en débarrasser sans attendre.

## Politique et administration

### Liste des maires

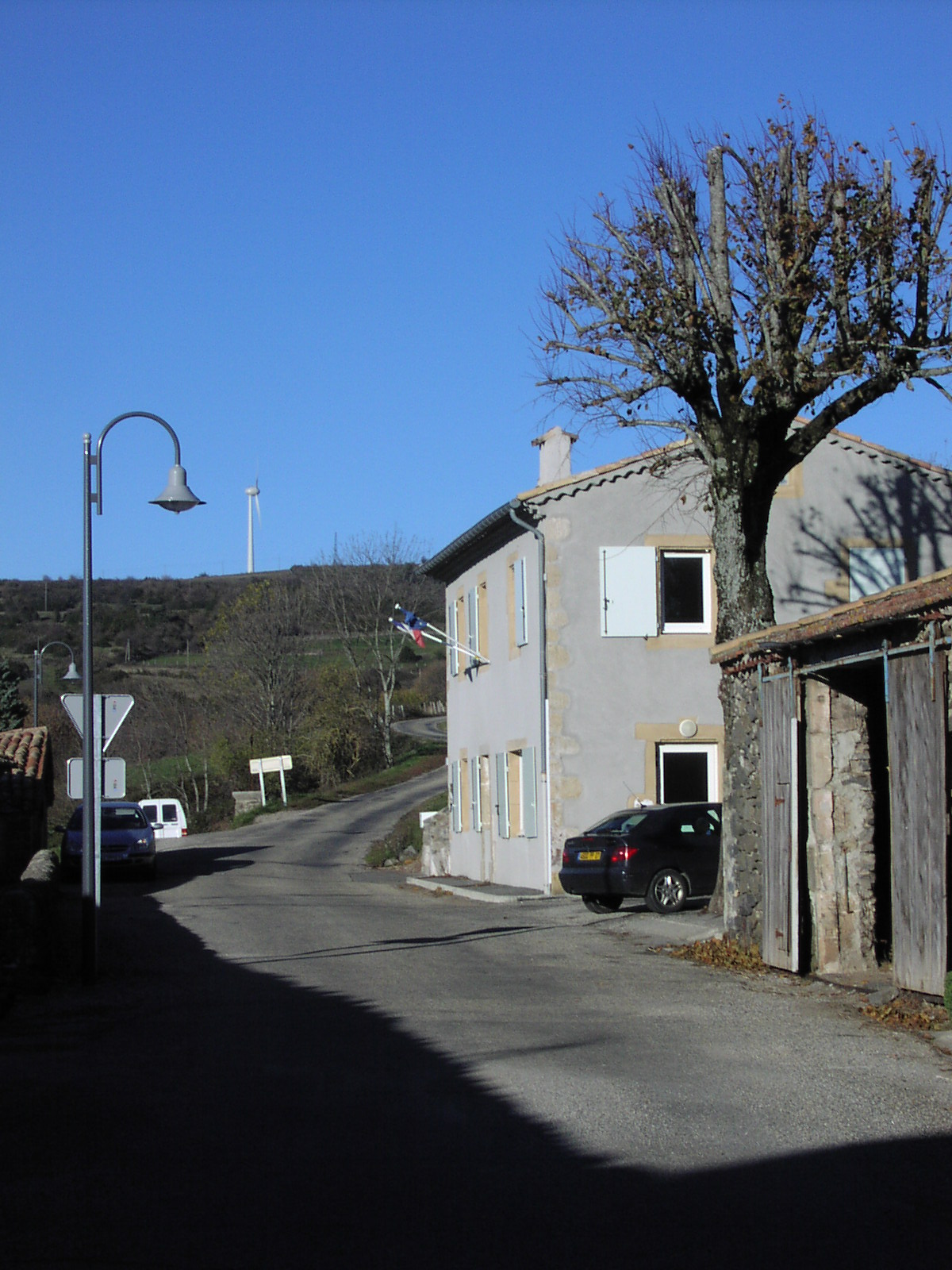
La mairie et salle polyvalente du village.

| Période                                  | Période                   | Identité             | Étiquette | Qualité  |
| ---------------------------------------- | ------------------------- | -------------------- | --------- | -------- |
| Les données manquantes sont à compléter. |                           |                      |           |          |
| avant 1981                               | ?                         | André Clair          |           |          |
|                                          | mars 2001                 | André Faure          |           |          |
| mars 2001                                | En cours (au 6 août 2020) | Jean-Pierre Ladreyt, | DVD       | Retraité |

## Population et société

### Démographie
L'évolution du nombre d'habitants est connue à travers les recensements de la population effectués dans la commune depuis 1793. Pour les communes de moins de 10 000 habitants, une enquête de recensement portant sur toute la population est réalisée tous les cinq ans, les populations de référence des années intermédiaires étant quant à elles estimées par interpolation ou extrapolation. Pour la commune, le premier recensement exhaustif entrant dans le cadre du nouveau dispositif a été réalisé en 2008.

En 2022, la commune comptait 46 habitants, en évolution de −2,13 % par rapport à 2016 (Ardèche : +2,48 %, France hors Mayotte : +2,11 %).
| 1793 | 1800 | 1806 | 1821 | 1831 | 1836 | 1841 | 1846 | 1851 |
| ---- | ---- | ---- | ---- | ---- | ---- | ---- | ---- | ---- |
| 385  | 256  | 208  | 199  | 234  | 234  | 242  | 220  | 235  |

| 1856 | 1861 | 1866 | 1872 | 1876 | 1881 | 1886 | 1891 | 1896 |
| ---- | ---- | ---- | ---- | ---- | ---- | ---- | ---- | ---- |
| 251  | 222  | 208  | 199  | 206  | 207  | 225  | 219  | 210  |

| 1901 | 1906 | 1911 | 1921 | 1926 | 1931 | 1936 | 1946 | 1954 |
| ---- | ---- | ---- | ---- | ---- | ---- | ---- | ---- | ---- |
| 226  | 223  | 222  | 192  | 206  | 196  | 166  | 137  | 137  |

| 1962 | 1968 | 1975 | 1982 | 1990 | 1999 | 2006 | 2008 | 2013 |
| ---- | ---- | ---- | ---- | ---- | ---- | ---- | ---- | ---- |
| 93   | 89   | 65   | 65   | 46   | 49   | 52   | 53   | 49   |

| 2018 | 2022 | - | - | - | - | - | - | - |
| ---- | ---- | - | - | - | - | - | - | - |
| 47   | 46   | - | - | - | - | - | - | - |

### Enseignement
La commune est rattachée à l'académie de Grenoble.

### Médias
La commune est située dans la zone de distribution de deux organes de la presse écrite :
- L'Hebdo de l'Ardèche

Il s'agit d'un journal hebdomadaire français basé à Valence et diffusé à Privas depuis 1999. Il couvre l'actualité de tout le département de l'Ardèche.
- Le Dauphiné libéré

Il s'agit d'un journal quotidien de la presse écrite française régionale distribué dans la plupart des départements de l'ancienne région Rhône-Alpes, notamment l'Ardèche. La commune est située dans la zone d'édition de Privas.

### Cultes
L'église (propriété de la commune) et la communauté catholique de Freyssenet sont rattachées à la paroisse catholique de « Sainte Marie de Berg et Coiron », elle même rattachée au diocèse de Viviers.

## Culture locale et patrimoine

### Lieux et monuments
- Église de l'Assomption de Freyssenet.
- La Madone de Freyssenet.

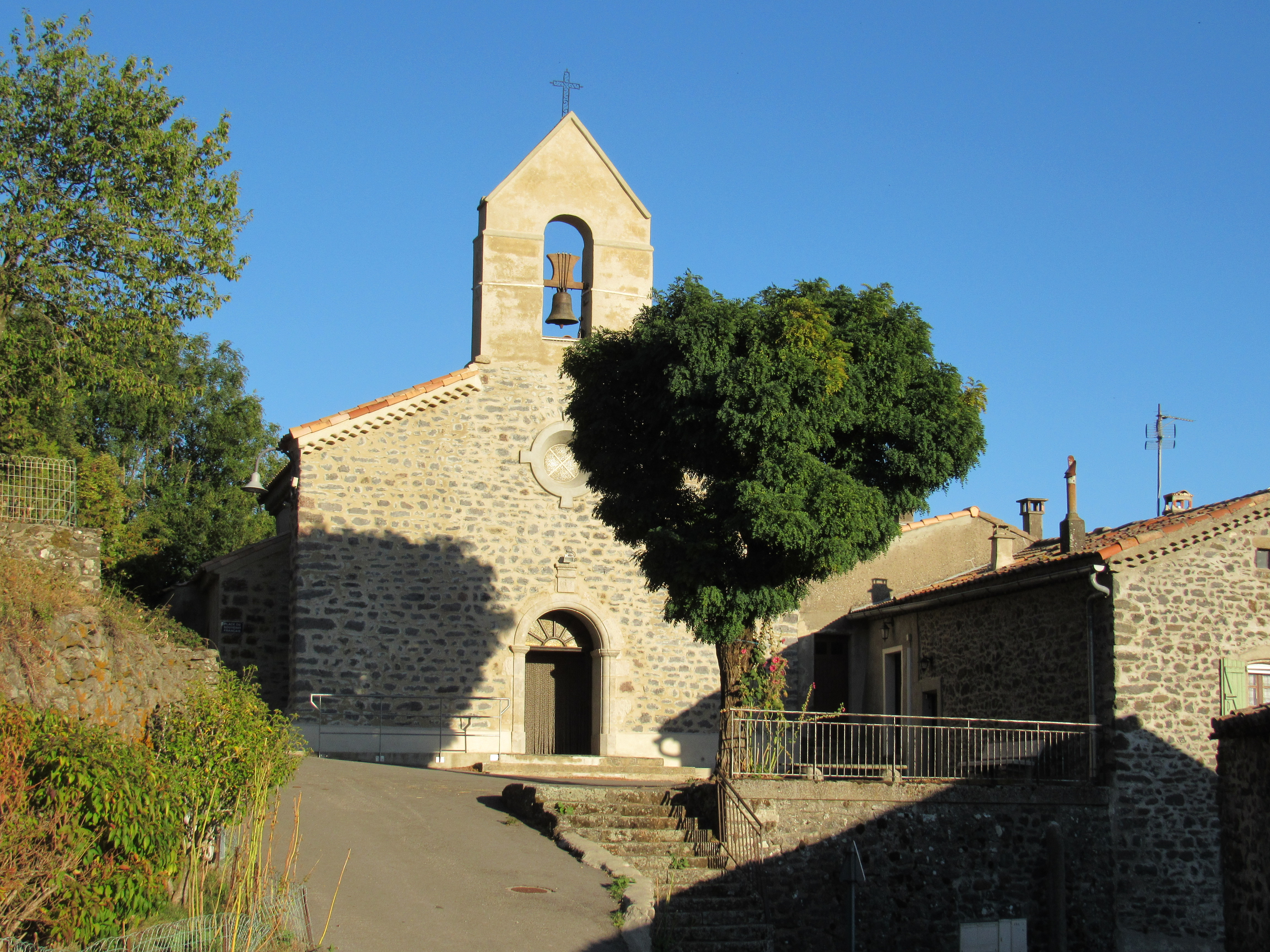
Église de Freyssenet
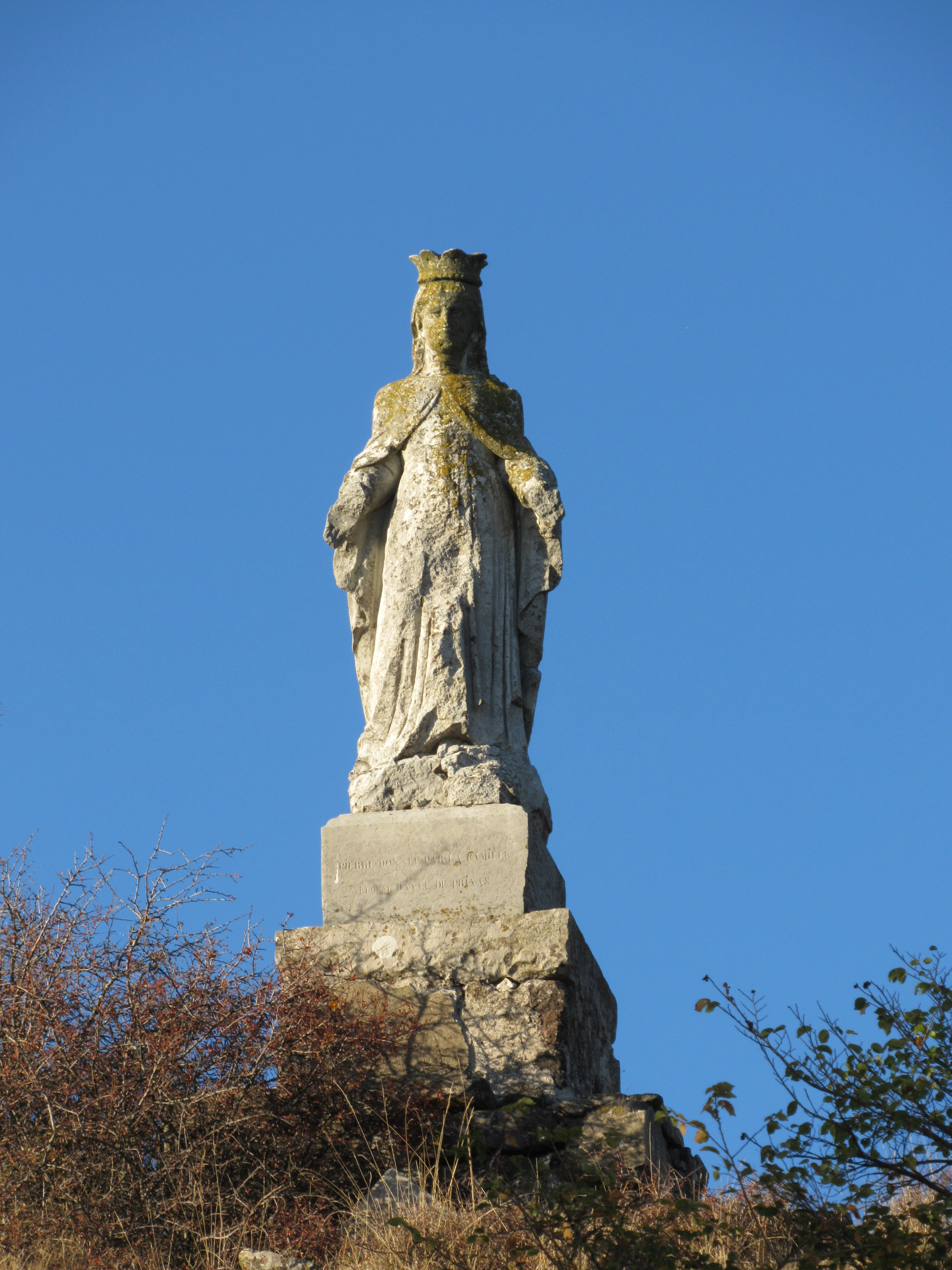
Madone de Freyssenet

### Héraldique
|  | Freyssenet possède des armoiries dont l'origine et le blasonnement exact ne sont pas disponibles. |